# BLANKEY JET CITY
BLANKEY JET CITY（ブランキー・ジェット・シティ）は、日本のスリーピースロックバンド。1990年に結成され、2000年に解散。主な略称はブランキー、BJC。

## メンバー
- 浅井健一（あさい けんいち〈愛称：ベンジー〉、愛知県出身、1964年12月29日 - ）ボーカル、ギター

ほぼ全ての楽曲において作詞・作曲。
- 照井利幸（てるい としゆき、愛知県出身、1964年2月28日 - ）ベース
- 中村達也（なかむら たつや、富山県出身、1965年1月4日 - ）ドラムス

## 来歴
1980年代
名古屋で浅井、照井がスキャッツというバンドで活動。その後浅井が上京し、友人である中村と活動を共にする。しばらくして中村が所属していたF.O.A.Dのツアーに運転手として雇われていた浅井が照井と名古屋で再会。それがきっかけで照井も上京。
1990年
- 2月 - 浅井・照井がバンドとして活動を開始する際に、中村が加わり「THE BLANKEY JET CITY」を結成。結成当初は他のドラマーがおり、中村はバンドのマネージャーをしていたが浅井、照井、中村の3人でセッションして手応えを感じたことからその後中村はドラマーとして正式にメンバーに加入。
- 8月4日 - 中村達也の提案で「イカ天」に出演[2]。これが彼らのテレビ初出演となった。1週目に「CAT WAS DEAD」を演奏、COLLAGEを下し、25代目イカ天キングとなった。2週目には、「MOTHER」を演奏。この週は有機生命体を5-2で下し、イカ天キングを保持した。そして3週目は、「不良少年のうた」を演奏し、So What!に7-0で勝利。4週目は、「僕の心を取り戻すために」を演奏し、審査員に好評だったウェザーコックスに7-0で勝利。そして最後の5週目は、「狂った朝日」を演奏、CHICK BEに勝利、5週連続勝ち抜きを果たし、第6代グランドイカ天キングを獲得し東芝EMIと契約。デビュー前に山本耀司のパリコレのモデルやウォークマンのCMに出演。

1991年
- 4月 - ロンドンでレコーディングされたデビュー・アルバム『Red Guitar And The Truth』を東芝EMIからリリース。オリコン初登場8位と好セールスを記録したが、プロデューサーであったJEREMY GREENとの意見が合わず、不満の残る仕上がりとなった[3]。当初プロデュースはビル・プライスを予定していたが条件が合わず、プライスのアシスタントだったJEREMY GREENが担当した。
- 6月 - 神宮プールで行われた「東京コレクション」に登場。デニス・ホッパーと同じステージに立つ。

1992年
- 1月 - 2ndアルバム『Bang!』をリリース。同アルバムから土屋昌巳がプロデュースを担当。「RAIN DOG」「SOON CRAZY」「ディズニーランドへ」など解散まで主要レパートリーとして取り上げる代表曲を多数収録し、オリコン初登場7位を記録する。
- 2月 - ミュージックステーション初出演を果たし、「とにかく全ての人たちに自分たちの曲を聴いて欲しい」というメッセージと共に「冬のセーター」を演奏した。ちなみに浅井はタモリと一言も会話を交わさなかった。この時制作されたバンドロゴのセットはその後のライブでも使用された。
- 9月 - ライブ・アルバム『Live!!!』をリリース。同年5月4日の渋谷公会堂でのライブを収録。CDには収録されなかったがアンコールにてPUNKY BAD HIPの原曲となる「たちの悪い友達」を披露する。
- 11月 - 初期の代表曲「悪いひとたち」をシングルとしてリリース。歌詞に「麻薬」という言葉が入っているため東芝EMIからはリリースされず、バンド自身の事務所であった「東京ピストル」からリリースされた。後に3rdアルバム『C.B.Jim』に収録されたものとは別バージョンであり、ストリングスが後半部分にダビングされていない。

1993年
- 2月 - 3rdアルバム『C.B.Jim』をリリース。
- 12月 - ミニ・アルバム『Metal Moon』をリリース。

1994年
- 5月 - 4thアルバム『幸せの鐘が鳴り響き僕はただ悲しいふりをする』をリリース。この頃にバンド名から定冠詞「THE」が抜け「BLANKEY JET CITY」と名乗るようになる。
- 12月 - 初の日本武道館ライブを行う。

1995年
- 3月 - ベスト・アルバム『THE SIX』をリリース。これにはデビュー・アルバム『Red Guitar And The Truth』から新録された4曲（唯一、「不良少年のうた」は「Rude Boy」という曲名に変わっている）、更に「悪いひとたち」の完全バージョンが収録されている。このバージョンは『C.B.Jim』に収録されたバージョンの完全版である（ストリングスが導入され、「麻薬」という単語がカットされていない）。
- 6月 - イングランドにて初の海外ライヴを行う。結成当初より個性の強い3人が激しくぶつかり合う音楽性のため、解散の話は絶えず出てきたが、このロンドンツアーにて一度解散を決意。5thアルバム『SKUNK』完成後、同年8月に行われる代々木公園でのライブを最後にする予定[要出典]であった。
- 8月 - 代々木公園野外ステージにて「Are You Happy?」と題されたフリーライヴを敢行。13000人もの動員を記録した。この時のライブの出来がメンバー3人にとって会心の出来だったため、解散の予定が消滅する[要出典]。
- 11月 - 5thアルバム『SKUNK』をリリース。前作のオーバープロデュースの反動から、途中からほぼバンド自身のセルフプロデュースとなり、本作を最後に、土屋昌巳のプロデュースから離れる。ロンドンでのレコーディング風景は「ARE YOU HAPPY?」に収録。

1996年
- メンバーそれぞれがソロプロジェクトを始動させる。浅井は「SHERBET（後にSHERBETSとなる）」、照井は「Joe Brown」、中村は「LOVE SHOP LOSALIOS（後にLOSALIOSとなる）」として活動。

1997年
- 初のセルフプロデュースとなる6thアルバム「LOVE FLASH FEVER」をポリドールよりリリース。

1998年
- 1月 - 東芝EMI在籍時楽曲を集めたベスト・アルバム「国境線上の蟻」リリース。
- 6月 - 7thアルバム「ロメオの心臓」をリリース。本作は発売から1週間で30万枚以上のセールスを記録する。

1999年
- 再びソロ活動期間に入る。

2000年
- 沖縄、ロンドンの2箇所でレコーディングを開始。
- 5月10日 - 8thアルバム『Harlem Jets』完成。発売前の朝日新聞広告上において「最高のアルバムが出来たのでおれたちは解散します」と、突然の解散宣言。アルバムは自己最高となるオリコン初登場2位を記録。
- 7月5日 - ラストシングル 「SATURDAY NIGHT」をリリース。
- 7月8日・9日 - 横浜アリーナにてバンドのラスト・ライブ「Last Dance」を敢行。
- 7月28日 - フジロックフェスティバルのグリーンステージにてメインアクトを務め、これが実質最後のライブとなった。
- 9月 - ラスト・ライブの模様を収録したCD・LP・VHS・DVD（いずれも題名は「Last Dance」）をリリース。
- 10月 - バンドの全曲から選出され、前期と後期に分けてそれぞれ収録したベスト『Blankey Jet City 1991-1995』、『Blankey Jet City 1997-2000』をリリース。

2003年
- HMVによるTop 100 Japanese pops ArtistsのNo.73に選ばれる[4]。

2008年
- 過去のアルバム作品をSHM-CD&紙ジャケット仕様で再発。
- 未発表曲・未音源化楽曲をまとめたアルバムのリリースが発表された。

2012年
- ラストツアーへ密着した映像に再編集を施した劇場版『VANISHING POINT』の公開を発表。

2013年
- 1月26日、全国期間限定で『VANISHING POINT』公開。1月30日、DVD・Blu-ray『VANISHING POINT』リリース。『VANISHING POINT』公開を記念して、解散までに発表してきたシングル曲をコンプリートした『COMPLETE SINGLE COLLECTION SINGLES』を3月27日に発売。同時に、"BJCキャンペーン"と題し、過去のアルバム作品をSHM-CDにて、過去のDVD作品を廉価版にて再発。

2024年
- 7月2日、公式YouTubeチャンネル及び公式Xアカウント公開。

## 評価・影響
椎名林檎、JIRO（GLAY）、大貫亜美（PUFFY）、TAMA（ポルノグラフィティ）、小林裕介（THE NOVEMBERS）、木下理樹（ART-SCHOOL）、菅原卓郎（9mm Parabellum Bullet）、常田大希（King Gnu）、白井眞輝（[Alexandros]）、TAKUYA（JUDY AND MARY）、Momといったミュージシャンや、最果タヒといった詩人、タモリ、二宮和也、千原ジュニア、小峠英二（バイきんぐ）、後藤輝基（フットボールアワー）といったお笑い芸人・俳優にもバンドやソングライターである浅井健一の音楽性・ファッションから大きな影響を受けたことやファンであることを公言している人たちが多数存在している。また、タモリは自身が司会を務めていたバラエティ番組である『笑っていいとも!』のコーナーの中で「再結成して欲しいバンド」としてBLANKEY JET CITYの名前を挙げている。

## 海外でのライブ
初の海外ライブはロンドンにて1994年10月26日。
1. 1994年10月26日、29日：「THE SIX」に収録するため、既存曲のリテイクと新曲のレコーディングのためにロンドンに渡った際に、2度ライブを実施。演奏曲は「Rude Boy」「3104丁目のダンスホールに足を向けろ」「嘆きの白」「Punky Bad Hip」「車泥棒」「D.I.Jのピストル」「鉄の月」「死神のサングラス」「Baby Baby」など。実現はしなかったが、「Dust & The World」の案もあった。
2. 1995年：「SKUNK」のレコーディングの合間に同じくロンドンでライブを実施。この模様は「Are You Happy?」にて確認できる。演奏曲は「SKUNK」「D.I.Jのピストル」「Dynamite Pussy Cats」など

## ディスコグラフィ

### シングル
|      | 発売日         | タイトル             | c/w                                                                                       | 規格品番                        | オリコン最高位      | 収録アルバム                               | 備考 |
| ---- | -------------- | -------------------- | ----------------------------------------------------------------------------------------- | ------------------------------- | ------------------- | ------------------------------------------ | --- |
| 1st  | 1991年4月12日  | 不良少年のうた       | 胸がこわれそう                                                                            | TODT-2644                       | 73位                | Red Guitar And The Truth                   | |
| 2nd  | 1991年7月5日   | TEXAS                | Baby Baby (Live)/Mother (Live)                                                            | TODT-269                        | 80位                | Red Guitar And The Truth                   | カップリング曲はライヴでの定番曲「Baby Baby」。 この曲はライブバージョンしか存在しない。                                                  |
| 3rd  | 1991年12月11日 | 冬のセーター         | クリスマスと黒いブーツ                                                                    | TODT-2773                       | 60位                | Bang!                                      | 「ミュージックステーション」初登場の時、この曲を披露。                                                                                    |
|      | 1992年11月9日  | 悪いひとたち         |                                                                                           | TPS-001                         | 1位（インディーズ） | C.B.Jim                                    | 過激な歌詞のため、インディーレーベル「東京ピストル」からのリリース。 後に3rdアルバム「C.B.Jim」に収録されるが、歌詞は一部修正されている。 |
| 4th  | 1994年4月20日  | 青い花               | CAT WAS DEAD (Live at NHK HALL, 16 Jan 1994)/悪いひとたち (Live at NHK HALL, 16 Jan 1994) | TODT-3217                       | 30位                | 幸せの鐘が鳴り響き僕はただ悲しいふりをする | |
| 5th  | 1994年9月7日   | [風になるまで        | いちご水                                                                                  | TODT-3301                       | 42位                | 幸せの鐘が鳴り響き僕はただ悲しいふりをする | |
| 6th  | 1995年1月25日  | Girl/自由            |                                                                                           | TODT-3420                       | 40位                | THE SIX                                    | 両A面 |
| 7th  | 1995年10月25日 | くちづけ             | Dynamite Pussy Cats                                                                       | TODT-3620                       | 51位                | SKUNK                                      | |
| 8th  | 1997年5月28日  | ガソリンの揺れかた   | 嫌われ者/ピンクの若いブタ                                                                 | POCH-1634                       | 32位                | LOVE FLASH FEVER                           | |
| 9th  | 1997年9月3日   | 左ききのBaby         | ロメオ/Don't kiss My Tail                                                                 | POCH-1643                       | 19位                | Blankey Jet City 1997-2000                 | MVは青山の日焼けサロンで撮影 |
| 10th | 1998年1月21日  | 赤いタンバリン       | ロンドン/ルーディー                                                                       | POCH-1673                       | 11位                | ロメオの心臓                               | |
| 11th | 1998年6月10日  | 小さな恋のメロディ   | パイナップルサンド                                                                        | PODH-1418                       | 10位                | ロメオの心臓                               | |
| 12th | 1998年8月26日  | ダンデライオン       | シェリル                                                                                  | PODH-1435                       | 5位                 | Blankey Jet City 1997-2000                 | |
| 13th | 1998年11月18日 | SWEET DAYS/DERRINGER |                                                                                           | PODH-1452                       | 10位                | Harlem Jets                                | 両A面 |
| 14th | 1999年6月2日   | ペピン               | CD: I LOVE TOKYO/コスモス ANALOG: I LOVE TOKYO (analog mix)（CD未収録）                   | CD: POCH-1790 ANALOG: POKH-1004 | 9位                 | COMPLETE SINGLE COLLECTION 『SINGLES』     | |
| 15th | 2000年4月12日  | SEA SIDE JET CITY    | バナナのとりあい/リス                                                                     | POCH-1911                       | 9位                 | Harlem Jets                                | |
| 16th | 2000年7月5日   | SATURDAY NIGHT       | EXCUSE ME                                                                                 | POCH-3011                       | 10位                | Blankey Jet City 1997-2000                 | |

#### 非売品シングル
| 発売日        | タイトル                                                                    | 備考 |
| ------------- | --------------------------------------------------------------------------- | --- |
| 1992年2月21日 | My Way/僕の心を取り戻す為に                                                 | ウォークマンのCMソング・タイアップ。「冬のセーター」と「BANG!!」連動した購入特典によって抽選により得られる作品。 同封の用紙に「2.21 ミュージックステーション出演決定!」と記されてあったものの、地域により2月22日以降に届けられた所もあった。 My Wayは2013年発売のベスト盤にボーナス・トラックで収録された。 |
| 1993年5月22日 | SOON CRAZY (Unplugged Version)/ガードレールに座りながら (Unplugged Version) | 限定1万部発行の写真集『BJC』の付属CD「Unplugged」に収録 |
| 1995年8月26日 | fifteen                                                                     | 代々木公園のフリーライヴで配られたデモCD。 （「15才」の原曲）長らく一般入手は困難であったが、2009年発売のRARE TRACKSに収録された。 |

### アルバム

#### スタジオ・アルバム
|         | 発売日         | タイトル                                   | 規格品番                        | オリコン最高位 | 備考 |
| ------- | -------------- | ------------------------------------------ | ------------------------------- | -------------- | --- |
| 1st     | 1991年4月12日  | Red Guitar And The Truth                   | TOCT-6087                       | 8位            | |
| 2nd     | 1992年1月22日  | Bang!                                      | TOCT-6380                       | 7位            | |
| 3rd     | 1993年2月24日  | C.B.Jim                                    | TOCT-6910                       | 8位            | |
| 1stmini | 1993年12月1日  | Metal Moon                                 | TOCT-8149                       | 12位           | 6曲入りミニ・アルバム |
| 4th     | 1994年5月25日  | 幸せの鐘が鳴り響き僕はただ悲しいふりをする | TOCT-8372                       | 5位            | |
| 5th     | 1995年11月22日 | SKUNK                                      | CD: TOCT-9240 ANALOG: TOJT-9241 | 20位           | アナログ盤収録曲 SIDE-A: 1. Skunk 2. Dynamite Pussy Cats 3. 15才 4. Hell Inn 5. くちづけ 6. 斜陽 SIDE-B: 1. Snow Badge 2. Romance 3. Fringe 4. Purple Jelly                                     |
| 6th     | 1997年6月18日  | LOVE FLASH FEVER                           | POCH-1633                       | 6位            | |
| 7th     | 1998年6月24日  | ロメオの心臓                               | POSH－1708                      | 7位            | |
| 8th     | 2000年5月10日  | Harlem Jets                                | CD: POCH-1919 ANALOG: POJH-1049 | 2位            | アナログ盤収録曲 SIDE-A: 1. バナナのとりあい 2. PANTERA 3. CAMARO 4. DERRINGER 5. Come On (Version 2) SIDE-B: 1. SEA SIDE JET CITY (Virgin Take) 2. SALINGER 3. 不良の森 4. JET RAG（CD未収録） |

#### ライブ・アルバム
| 発売日        | タイトル          | 規格品番                          | オリコン最高位 | 備考 |
| ------------- | ----------------- | --------------------------------- | -------------- | --- |
| 1992年9月30日 | LIVE!!!           | TOCT-6685                         | 29位           | 1992年5月4日、渋谷公会堂でのライヴ |
| 2000年9月20日 | Last Dance        | CD:UPCH-1005/6 ANALOG:UPJH-1003/4 | 5位            | CDは2000年7月8日、横浜アリーナ"LAST DANCE"1日目をフル収録 アナログ盤は2000年7月9日、横浜アリーナ"LAST DANCE"から厳選された全18曲。全曲アナログのためのオリジナルMIX アナログ盤収録曲 Side-A: 1. CAT WAS DEAD 2. SALINGER 3. SKUNK 4. ガソリンの揺れかた Side-B: 1. SATURDAY NIGHT 2. DERRINGER 3. SWEET DAYS 4. RAIN DOG 5. ロメオ Side-C: 1. PUNKY BAD HIP 2. SESSION 3. D.I.J.のピストル 4. ぼくはヤンキー 5. 赤いタンバリン Side-D: 1. 悪いひとたち 2. 冬のセーター 3. BABY BABY |
| 2009年1月21日 | MONKEY STRIP ACT2 | TOCT-95019                        | 20位           | 1994年6月25日・川崎CLUB CITTA'にて昼夜2回行われたライヴの2回目を収録。なお、1回目のライブは過去に映像として発表されている。 |

#### ベスト・アルバム
| 発売日         | タイトル                               | 規格品番                       | オリコン最高位 | 備考 |
| -------------- | -------------------------------------- | ------------------------------ | -------------- | --- |
| 1995年3月1日   | THE SIX                                | CD: TOCT-8740 ANALOG: BIE-0001 | 9位            | 「Red Guitar and the Truth」から数曲、再録音された楽曲が収録。 アナログ盤収録曲 Side-A: 1. ガードレールに座りながら、(OUT TAKE VERSION) （CD未収録） 2. 胸がこわれそう (NEW VERSON) 3. D.I.Jのピストル 4. Rude Boy[不良少年のうた] (NEW VERSION) 5. RAIN DOG Side-B: 1. 自由 2. 冬のセーター 3. ディズニーランドへ 4. 風になるまで |
| 1998年1月21日  | 国境線上の蟻                           | TOCT-10168                     | 10位           | 未発表曲「水色」、「John Lennon」、アルバム初収録曲「悪いひとたち (Live Version with orchestra: at NHK HALL,16,JAN,1994)」収録 |
| 2000年10月25日 | Blankey Jet City 1991-1995             | TOCT-24419                     | 8位            | 東芝EMI時代の全楽曲から選曲されたベスト・アルバム。 未発表曲「ハイヒール」、「フレッシュ」、アルバム初収録「いちご水」収録 |
| 2000年10月25日 | Blankey Jet City 1997-2000             | UPCH-1017                      | 7位            | ポリドール時代の全楽曲から選曲されたベスト・アルバム。 未発表曲「古い灯台-The first half-」、「黒い宇宙」収録。 アルバム未収録のシングル曲カップリング曲も多数収録されている。 |
| 2009年1月21日  | RARE TRACKS                            | UPCH-9455                      | 19位           | ユニバーサル時代のシングルのカップリングを中心に、未発表テイク・アナログバージョンなどを含めたコンピレーション。 |
| 2013年3月27日  | COMPLETE SINGLE COLLECTION 『SINGLES』 | UPCY-6688/9                    | 39位           | 解散までに発表してきたシングル曲をコンプリート。「My Way」をボーナス・トラックに追加。※悪いひとたちのみ完全Version。 |

### 未発表曲
1. DUST & THE WORLD
2. 腐った野苺
3. LOOKING FOR BABY
4. 二人なら
5. たちの悪い友達（Punky Bad Hipの原曲）
※上記以外にもタイトル不明のセッション風楽曲がライブで数多く演奏されている。

### 映像作品
|                         | 発売日                                   | タイトル                                             | 備考 |
| ----------------------- | ---------------------------------------- | ---------------------------------------------------- | --- |
| ライブ                  | VIDEO：1992年4月22日 DVD：2002年3月27日  | DOG FOOD                                             | 1992年2月12日・渋谷公会堂でのライヴを収録。 |
| ライブ                  | VIDEO：1994年6月26日 DVD：2002年5月16日  | Angel Fish (VIDEO) Angel Fish Complete Edition (DVD) | 1994年1月16日・NHKホールでのライヴを収録。インディーレーベル「東京ピストル」からのリリース。 DVDはVIDEOに収録されなかった演奏も全て収録された完全収録版のComplete Editionとして発売。 |
| ライブ                  | VIDEO：1994年9月28日 DVD：2002年5月16日  | MONKEY STRIP                                         | 1994年6月25日・川崎クラブチッタにて昼夜2回行われたライヴの1回目を収録。 |
| ライブ&ドキュメンタリー | VIDEO：1995年12月13日 DVD：2002年3月27日 | Are You Happy?                                       | 1995年8月26日・代々木公園野外ステージで行われたフリーライヴ『Are You Happy?』の模様と、ドキュメンタリー映像『We Are Happy.』を収録。                                                  |
| MV集                    | VIDEO：1995年8月28日 DVD：2002年3月27日  | BLANKEY JET CITY SOLO WORKS                          | ソロプロジェクトMV集第1弾。1996年のソロ活動を収録 |
| MV集                    | VIDEO：1998年10月7日                     | BABYFACE PRESIDENT                                   | MV集第1弾。ガソリンの揺れ方～ダンデライオンまでの曲を収録。 |
| ライブ                  | VIDEO：1998年12月2日 DVD：2002年5月16日  | BARRACUDA                                            | 1998年3月5-6日・渋谷公会堂、4月11-12日・赤坂BLITZ、7月11-12日・日比谷野外音楽堂にて行われたライヴを収録。                                                                             |
| MV集                    | VIDEO：1999年11月10日 DVD：2002年5月16日 | BLANKEY JET CITY SOLO WORKS II                       | ソロプロジェクトMV集第2弾。1999年のソロ活動を収録 |
| MV集                    | VIDEO：2000年7月26日                     | CANDY OR HELL                                        | MV集第2弾。SWEET DAYS～Harlem Jetsまでの曲を収録。 |
| ライブ                  | VIDEO・DVD：2000年9月20日                | LAST DANCE                                           | オリコン4位。2000年7月8-9日・横浜アリーナでのラストライヴより7月9日の模様をノーカットで収録。                                                                                         |
| ヒストリー              | DVD：2001年7月11日                       | WORKS 1990-2000                                      | BLANKEY JET CITYの歴史を総括したDVD。第6代目グランドイカ天キングからFUJI-ROCK FESTIVAL'00までの、ライブ映像、オフショット、インタビュー等を収録。                                     |
| MV集                    | DVD：2002年5月16日                       | CLIPS                                                | オリコン49位。「BABYFACE PRESIDENT」と「CANDY OR HELL」を1枚にまとめてDVD化 |
| 映画                    | DVD：2013年1月30日                       | VANISHING POINT                                      | |

### 映画
1. VANISHING POINT（2013年1月）

### 写真集
- 灰になるまで - 多田由美とのジョイントグラビアコミック。川本満雄（1992年6月） ISBN 4-04-8523473
- Blankey Jet City - 緒方秀美写真集（1995年12月）

## タイアップ一覧
| 年     | 曲名                | タイアップ                                                                              |
| ------ | ------------------- | --------------------------------------------------------------------------------------- |
| 未収録 | 禿山の一夜          | 毎日新聞 CMソング（1991年の題字変更時に製作された「毎日の毎日が変わる」ヴァージョン。） |
| 1991年 | 冬のセーター        | テレビ朝日系『ウィークエンドライブ 週刊地球TV』エンディングテーマ（1993年以降）         |
| 1992年 | My Way              | ソニー「ウォークマン」CMソング                                                          |
| 1994年 | 青い花              | 朝日放送・テレビ朝日系『速報!甲子園への道』テーマソング                                 |
| 1995年 | Girl                | エポック社 スーパーファミコン用ソフト「Jリーグエキサイトステージ'95」CMソング           |
| 1997年 | ガソリンの揺れかた  | NHK-FM『ミュージック・スクエア』1997年6月・7月度エンディングテーマ                      |
| 1997年 | 左ききのBaby        | テレビ朝日系『ナイナイナ』オープニングテーマ                                            |
| 1997年 | ロメオ              | ボブソン「BOBSON JEANS」CMソング                                                        |
| 1997年 | ロメオ              | テレビ大阪ほか『吉本超合金K・ケンコバ大王』オープニングテーマ（2002年 - 2003年）        |
| 1998年 | 赤いタンバリン      | テレビ朝日系『サンデージャングル』オープニングテーマ                                    |
| 1998年 | 小さな恋のメロディ  | フジテレビ系『家族そろってボキャブラ天国』エンディングテーマ                            |
| 1998年 | VIOLET FIZZ         | フジテレビ主催「天野喜孝展 THINK LIKE AMAN0」CMソング                                   |
| 1998年 | ダンデライオン      | 日本テレビ系 水曜ドラマ『お熱いのがお好き?』主題歌                                      |
| 1998年 | SWEET DAYS          | NHK総合『ポップジャム』オープニングテーマ                                               |
| 1998年 | DERRINGER           | 米映画『ダークシティ』イメージソング                                                    |
| 1999年 | ペピン              | NHK総合 水曜ドラマの花束『女性捜査官アイキャッチャー』主題歌                            |
| 2000年 | SEA SIDE JET CITY   | テレビ朝日系『サンデージャングル』オープニングテーマ                                    |
| 2000年 | SEA SIDE JET CITY   | グンゼ「ボディワイルド」CMソング                                                        |
| 2000年 | COME ON（VERSION1） | サントリー「ザ・カクテルバー」CMソング                                                  |
| 2000年 | SATURDAY NIGHT      | フジテレビ系『HEY!HEY!HEY! MUSIC CHAMP』エンディングテーマ                              |

## ミュージックビデオ
| 監督     | 曲名                                                     |
| -------- | -------------------------------------------------------- |
| 丹修一   | 「左ききのBaby」「赤いタンバリン」「小さな恋のメロディ」 |
| 中野裕之 | 「ダンデライオン」                                       |

## メディア出演

### テレビ番組
- 三宅裕司のいかすバンド天国（TBS）

### ラジオ番組
- SF Rock Station（東海ラジオ：1991年7月 - 1992年3月、1993年1月 - 同年6月）
- MUSIC PULSE（bayfm：1998年4月 - 2000年3月）

### 映画
- 東京の休日（1991年） - ライブハウスのロックバンドとして出演

## 関連バンド
- Twin Tail（中村達也、照井利幸）
- PONTIACS（浅井健一、照井利幸）

### 浅井健一
- SHERBETS
- AJICO
- JUDE

### 照井利幸
- JOE BROWNN
- JIM SPIDER
- ROSSO
- RAVEN

### 中村達也
- LOSALIOS
- FRICTION
- 東京スカパラダイスオーケストラ - サポートメンバー
- MANNISH BOYS

## 交友関係
- 土屋昌巳

セカンドアルバム「Bang!」から5枚目のアルバム「SKUNK」までプロデューサーを務めた。
- 藤井フミヤ

藤井フミヤとBLANKEY JET CITY のメンバーは交流が深い。ミュージックステーションによると良く飲みに行く仲だとのこと。藤井フミヤによると、BJCの3人は酔っ払っても意外とおとなしいらしい。浅井は藤井フミヤに『マリア』という曲を提供している。
- THEE MICHELLE GUN ELEPHANT

同時期に活動していたこともあり、プライベートでも交流が深い。